# Leiochrides australis
Leiochrides australis är en ringmaskart som beskrevs av Augener 1914. Leiochrides australis ingår i släktet Leiochrides och familjen Capitellidae. Inga underarter finns listade i Catalogue of Life.